# Nicolás Díaz Huincales
Nicolás Andrés Díaz Huincales (Santiago de Chile, Chile, 20 de mayo de 1999) es un futbolista profesional chileno que se desempeña como defensa central o lateral izquierdo y actualmente milita en Club Puebla de la Primera División de México.
Es hijo del exfutbolista profesional Ítalo Díaz y hermano menor de Paulo Díaz, también futbolista profesional.

## Trayectoria

### Palestino
Saliendo de las inferiores del "Tino Tino", debuta con 18 años el 15 de agosto del 2017 en el empate por 1-1 ante Colo-Colo, ingresando a los 76 minutos en reemplazo de Eric Pino.
En noviembre de 2018 se corona campeón de la Copa Chile disputando el primer juego de la final ante Audax Italiano.

### Mazatlán FC
El club acordó el 90% del pase con Monarcas Morelia de México (que después se refundaría en el Mazatlán FC), club al que partirá en junio de 2020. El primero de junio de 2022, el club anunció la salida del defensor.

## Selección nacional

### Participaciones en Clasificatorias a Copas del Mundo
| Eliminatorias            | País  | Resultado | Posición | Partidos | Goles |
| ------------------------ | ----- | --------- | -------- | -------- | ----- |
| Eliminatorias Catar 2022 | Catar | Eliminado | 7°       | 4        | 0     |

### Partidos internacionales
Actualizado hasta el 14 de octubre de 2021.
| Partidos internacionales | Partidos internacionales | Partidos internacionales                                       | Partidos internacionales | Partidos internacionales | Partidos internacionales | Partidos internacionales | Partidos internacionales     |  |
| N.º                      | Fecha                    | Estadio                                                        | Local                    | Resultado                | Visitante                | Goles                    | Competición                  |  |
| ------------------------ | ------------------------ | -------------------------------------------------------------- | ------------------------ | ------------------------ | ------------------------ | ------------------------ | ---------------------------- |  |
| 1                        | 8 de octubre de 2020     | Estadio Centenario, Montevideo, Uruguay                        | Uruguay                  | 2-1                      | Chile                    |                          | Clasificatorias a Catar 2022 |  |
| 2                        | 13 de octubre de 2020    | Estadio Nacional Julio Martínez Prádanos, Santiago, Chile      | Chile                    | 2-2                      | Colombia                 |                          | Clasificatorias a Catar 2022 |  |
| 3                        | 9 de septiembre de 2021  | Estadio Metropolitano Roberto Meléndez, Barranquilla, Colombia | Colombia                 | 3-1                      | Chile                    |                          | Clasificatorias a Catar 2022 |  |
| 4                        | 14 de octubre de 2021    | Estadio San Carlos de Apoquindo, Santiago, Chile               | Chile                    | 3-0                      | Venezuela                |                          | Clasificatorias a Catar 2022 |  |
| Total                    | Total                    | Total                                                          | Presencias               | 4                        | Goles                    | 0                        |                              |  |

## Estadísticas
| club                 | Div           | Temporada     | Liga     | Liga  | Copas nacionales | Copas nacionales | Torneos internacionales | Torneos internacionales | Total    | Total | Media goleadora |
| club                 | Div           | Temporada     | Partidos | Goles | Partidos         | Goles            | Partidos                | Goles                   | Partidos | Goles | Media goleadora |
| -------------------- | ------------- | ------------- | -------- | ----- | ---------------- | ---------------- | ----------------------- | ----------------------- | -------- | ----- | --------------- |
| Palestino · Chile    | 1.ª           | 2017          | 4        | 0     | 1                | 0                | —                       | —                       | 5        | 0     | 0.00            |
| Palestino · Chile    | 1.ª           | 2018          | 17       | 0     | 2                | 0                | —                       | —                       | 19       | 0     | 0.00            |
| Palestino · Chile    | 1.ª           | 2019          | 15       | 0     | —                | —                | 1                       | 1                       | 16       | 1     | 0.06            |
| Palestino · Chile    | 1.ª           | 2020          | 4        | 0     | —                | —                | 3                       | 0                       | 7        | 0     | 0.00            |
| Palestino · Chile    | Total club    | Total club    | 40       | 0     | 3                | 0                | 4                       | 1                       | 47       | 1     | 0.02            |
| Mazatlán FC · México | 1.ª           | 2020-21       | 26       | 4     | —                | —                | —                       | —                       | 26       | 4     | 0.00            |
| Mazatlán FC · México | 1.ª           | 2021-22       | 16       | 1     | —                | —                | —                       | —                       | 16       | 1     | 0.06            |
| Mazatlán FC · México | Total club    | Total club    | 42       | 5     | 0                | 0                | 0                       | 0                       | 42       | 5     | 0.00            |
| C. Tijuana · México  | 1.ª           |               |          |       |                  |                  |                         |                         |          |       |                 |
| C. Tijuana · México  | 1.ª           | 2022-23       | 30       | 0     | —                | —                | —                       | —                       | 30       | 0     | 0.00            |
| C. Tijuana · México  | 1.ª           | 2023-24       | 29       | 0     | —                | —                | 1                       | 0                       | 30       | 0     | 0.00            |
| C. Tijuana · México  | 1.ª           | 2024-25       | 9        | 0     | —                | —                | 2                       | 0                       | 11       | 0     | 0.00            |
| C. Tijuana · México  | Total club    | Total club    | 68       | 0     | 0                | 0                | 3                       | 0                       | 71       | 0     | 0.00            |
| Total carrera        | Total carrera | Total carrera | 150      | 5     | 3                | 0                | 7                       | 1                       | 160      | 6     | 0.04            |
| 1. 2. 3.             |               |               |          |       |                  |                  |                         |                         |          |       |                 |

## Palmarés

### Títulos nacionales
| Título     | Club            | País  | Año  |
| ---------- | --------------- | ----- | ---- |
| Copa Chile | C. D. Palestino | Chile | 2018 |